# Erik Fish
Erik Fish (n. 19 mai 1952, Medicine Hat⁠(d), Alberta, Canada) este un înotător ce a reprezentat Canada, medaliat olimpic. A participat la o ediție a Jocurilor Olimpice (1972) în care a câștigat două medalii de bronz.